# Thiébaut Ier de Bar
Pour les articles homonymes, voir Thiebaud, Thiébault, Thiébaut (homonymie) et Thiébaut de Bar.
Thiébaut Ier de Bar né vers 1158 et mort le 13 février 1214, fut comte de Bar de 1190 à 1214. Proche parent du roi de France, il se joignit aux croisés français.

## Biographie
Fils cadet du comte de Bar, Renaud II de Bar et d'Agnès de Champagne, Thiébaut appartenait par sa mère au clan des Thibaud de Champagne, une lignée faisant face au duché de Lorraine sur le plan local et au sein du royaume de France le centre d'une ligue d'opposition au roi Philippe Auguste.
Il reçoit d'abord les seigneuries de Briey et de Stenay. Dans le royaume de France. Il participe avec son frère Henri Ier à la troisième croisade, et devient comte de Bar quand ce dernier est tué au siège de Saint-Jean-d'Acre (1191).
De retour en Europe, il se consacre à augmenter sa puissance territoriale, par ses parentés et par ses mariages. Son troisième mariage, en 1197, lui permet d’acquérir le Luxembourg. Il se trouve alors à la tête d'un immense ensemble territorial entre la France et le Saint-Empire. Il se pose en arbitre local et en 1202 le duc de Lorraine Simon II signe un traité pour s'assurer que ses volontés concernant sa succession soient respectées. En échange, Thiébault recevra la suzeraineté du comté de Vaudémont que lui cède le duc de Lorraine.
En 1211, il vient en Occitanie combattre contre les Cathares, mais désapprouve la chevauchée de Simon IV de Montfort dans le comté de Foix, et ne le suit pas dans le Quercy, rompant la croisade.
Il meurt en 1214, peu avant Bouvines. Son territoire sera partagé en deux, le Barrois et ses dépendances passant à son fils et le Luxembourg restant à sa veuve, la comtesse titulaire Ermesinde qui épouse dès le mois de mai suivant le comte Waléran III de Limbourg.

## Union et postérité
Il épousa en premières noces en 1176 Laurette de Looz (morte en 1190), fille de Louis Ier, comte de Looz et de Rieneck, et d'Agnès de Metz, d'où :
- Agnès (morte en  1226), mariée en 1189 à Ferry II (mort en  1213), duc de Lorraine.

Il se remarie en secondes noces en 1189 avec Ermesinde de Bar-sur-Seine (morte en  1211), fille de Gui Ier, comte de Bar-sur-Seine et de Pétronille de Chacenay, et veuve d'Anseau II de Traînel, d'où :
- Henri II (1190-1239), comte de Bar ;
- Agnès mariée à Hugues Ier de Châtillon (mort le 9 avril 1248), comte de Saint-Pol et de Blois ;
- Marguerite, marié en 1221 à Henri III, comte de Salm (1191-1228), puis à Henri de Dampierre (mort en  1259).

Le mariage est annulé en 1195 et il épouse enfin en troisièmes noces en 1197 Ermesinde Ire (1186-1247), comtesse de Luxembourg, fille d'Henri IV, comte de Luxembourg et de Namur, et d'Agnès de Gueldre. Ils eurent :
- Renaud, seigneur de Briey (mort avant 1214) ;
- une fille (morte en 1214) ;
- Élisabeth (morte en  1262), mariée en 1214 à Valéran de Limbourg (mort en 1242)[3], seigneur de Montjoie (en allemand : Monschau) ;
- Marguerite, mariée à Hugues III (mort en  1243), comte de Vaudémont, puis à Henri de Bois, qui fut régent du comté de Vaudémont.